# Islote Gentile
Die Islote Gentile (spanisch) ist eine kleine Insel im Archipel der Südlichen Shetlandinseln. Sie liegt nordwestlich des Kap Garry, des südwestlichen Ausläufers von Low Island.
Argentinische Wissenschaftler benannten sie. Der weitere Benennungshintergrund ist nicht überliefert.